# Дуби Правди
Дуби Правди — ботанічна пам'ятка природи місцевого значення. Об'єкт розташований на території Звенигородського району Черкаської області, садиба райполіклініки міста Звенигородка.
Площа — 0,15 га, статус отриманий у 1972 році.

## Галерея

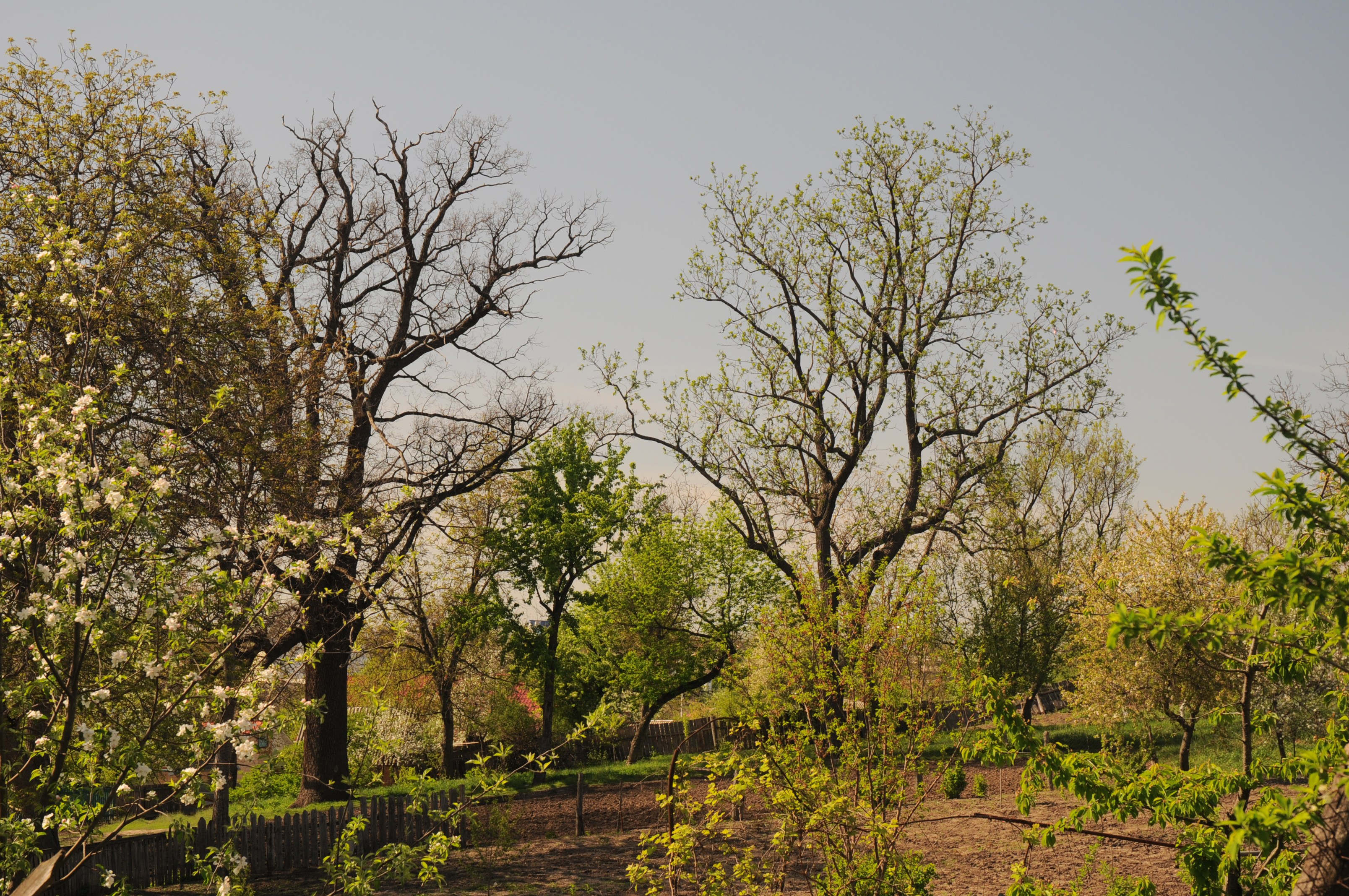
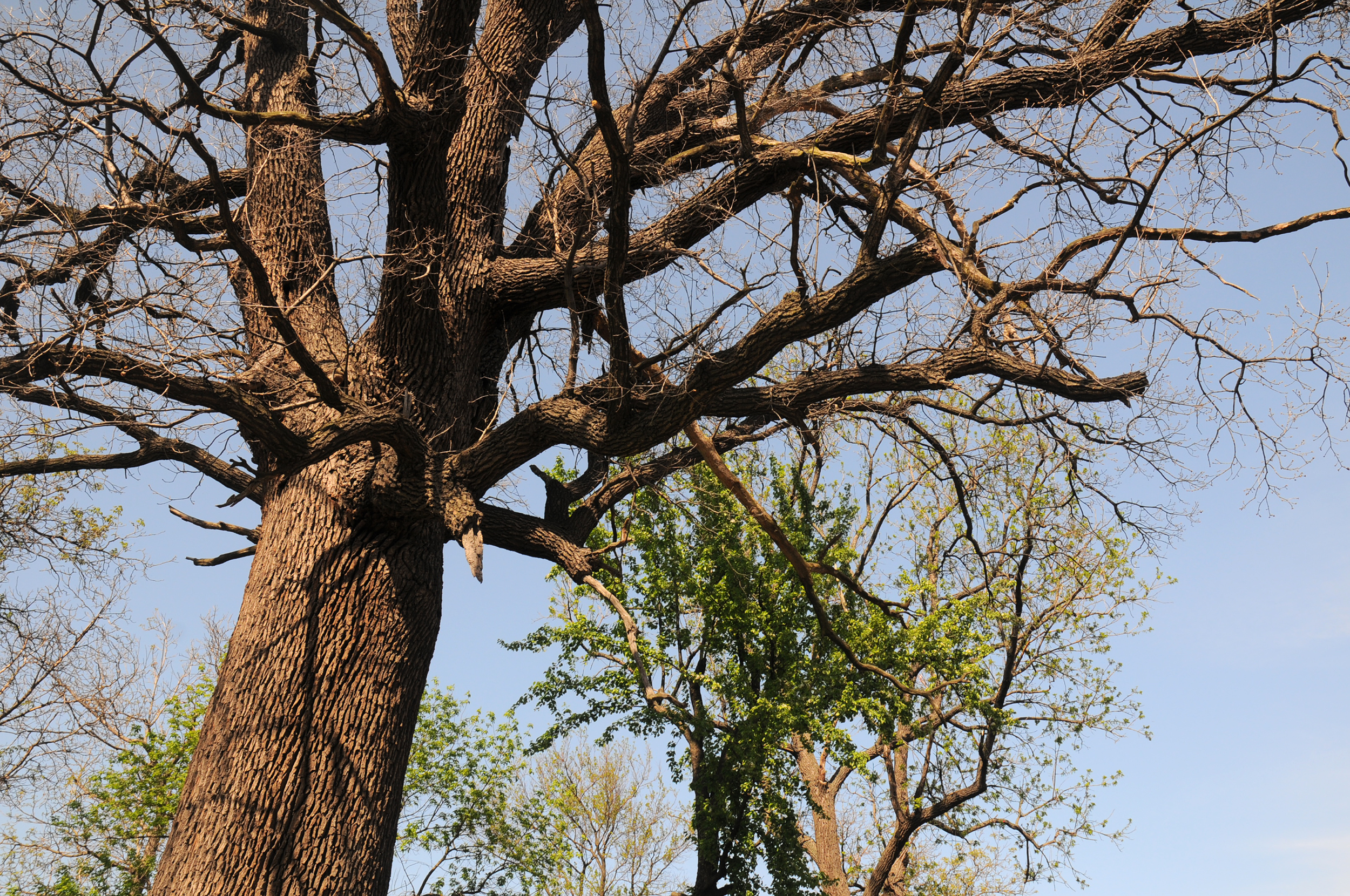